# Porto Rico nos Jogos Olímpicos de Verão de 1956
Porto Rico competiu nos Jogos Olímpicos de Verão de 1956, realizados em Melbourne, Austrália.